# A Hat in Time
A Hat in Time ist ein Jump-’n’-Run-Videospiel, das vom dänischen Studio Gears for Breakfast entwickelt und von Humble Bundle für macOS, Microsoft Windows, PlayStation 4 und Xbox One veröffentlicht wurde. Das Spiel wurde auf der Basis der Unreal Engine 3 entwickelt und durch eine Kickstarter-Kampagne finanziert. Es ist von frühen 3D-Jump-’n’-Run-Spielen für Nintendo 64 und GameCube inspiriert, wie Super Mario 64, Banjo-Kazooie und Super Mario Sunshine. Es wurde im Oktober 2017 für Microsoft Windows und macOS und zwei Monate später für PlayStation 4 und Xbox One veröffentlicht. Eine Wii-U-Version war geplant, wurde jedoch nie umgesetzt. Im Oktober 2019 erschien der Titel für die Nintendo Switch.

## Handlung
Die Handlung folgt Hat Kid, einem jungen Mädchen, das mit einem Raumschiff auf dem Weg in ihre Heimat ist. In der Nähe eines Planeten versucht ein Mitglied der Mafia des Planeten Schutzgeld von ihr einzutreiben. Als sie sich weigert, öffnet der Mafioso die Tür des Raumschiffs, wodurch Hat Kid und ihre magischen Sanduhren, die sogenannten „Time Pieces“, welche das Raumschiff antreiben, auf den Planeten stürzen.
Hat Kid landet in Mafia Town, wo sie auf Mustache Girl trifft, welche zustimmt bei der Suche nach den Time Pieces zu helfen, wenn Hat Girl sie im Austausch bei der Bekämpfung der Mafia unterstützt. Nachdem sie den Anführer der Mafia besiegt haben erkennt Mustache Girl, dass die Time Pieces die Zeit zurückspulen können, was sie nutzen möchte, um eine zeitreisende Superheldin zu werden. Hat Kid verweigert sich der Idee aufgrund der möglichen Gefahren durch Zeitmanipulation, woraufhin die beiden sich verfeinden und getrennte Wege gehen.
Hat Kid bereist den gesamten Planeten auf der Suche nach Time Pieces und trifft auf viele Widersacher, darunter zwei Vögeln, die um einen Filmpreis wetteifern, einem bösartigen Geist, der Hat Kids Seele stiehlt, und einer Gruppe von Bergbewohnern, die mit einer gefährlichen Seuche infiziert sind. Währenddessen bricht Mustache Girl in Hat Kids Raumschiff ein und stiehlt die gesammelten Time Pieces, um sich den Planeten Untertan zu machen.
Hat Kid konfrontiert Mustache Girl, welche die Time Pieces nutzt, um einen Zeitspalt zu öffnen. Hat Kids ehemalige Kontrahenten kommen ihr zu Hilfe und opfern sich, damit Hat Kid Mustache Girl besiegen und den Planeten und seine Bewohner wiederherstellen kann, bevor sie die Reise in ihre Heimat fortsetzt.

## Spielprinzip
Das Gameplay wurde von Kritikern mit Spielen wie Super Mario 64 oder Banjo-Kazooie verglichen. Der Spieler reist zwischen vier offenen Welten, die ohne Zeitdruck erkundet werden können. Es müssen Gegenstände gesammelt, Rätsel gelöst und Gegner mit einem Regenschirm bekämpft werden, welcher auch als Hakenkanone und Pogo-Stick dient. Spielfortschritt wird durch einsammeln der Time Pieces erzielt, von denen es insgesamt 40 gibt, welche neue Spielwelten öffnen, wenn genug davon gesammelt wurden.
Besiegte Gegner hinterlassen sogenannte „Pons“, die verwendet werden, um zusätzliche Herausforderungen freizuschalten und Abzeichen zu kaufen, welche die Fähigkeiten von Hat Kid verbessern. Außerdem können Wollknäuel gesammelt und zu Hüten gestrickt werden, welche Fähigkeiten wie einen schnelleren Sprint oder das Brauen explosiver Tränke freischalten. Des Weiteren gibt es Relikte, welche Bonuslevel (Time Rifts) freischalten, sowie „Rift-Tokens“, die gegen Bonusmaterial wie Remixe der Spielmusik und Kosmetika eingetauscht werden können. Teilweise werden diese Upgrades auch benötigt, um in bereits erkundeten Spielwelten weitere Bonusgegenstände zu finden.

## Entwicklung
Die erste Idee für A Hat in Time hatte Entwickler Jonas Karlev, der das Projekt als Antwort auf einen wahrgenommenen Mangel an 3D-Plattformern, insbesondere von Branchengröße Nintendo, ins Leben rief. Kaerlev gab in einem Interview mit Polygon an, dass der Erfolg des Crowdfundings ihn und das Studio überraschte, da er davon ausging, dass Spieler sich aufgrund von Sammelorgien vom Genre abgewandt hätten, die Spiele wie Donkey Kong 64 etabliert hatten.
Die Entwicklung des Spiels begann schließlich im August 2012, mit einem anvisierten Veröffentlichungstermin im zweiten Quartal 2013. Zu Beginn entwickelte Karlev das Spiel alleine, doch nachdem das Team auf acht Entwickler angewachsen war (teilweise auf Freiwilligenbasis), wurde das Studio Gears for Breakfast geformt. Mehrere Gastkomponisten steuerten Musik bei, darunter Grant Kirkhope.
Die Kickstarter-Kampagne erreichte statt der angesetzten 30.000 US-Dollar eine Fördersumme von 296.360 US-Dollar. Im Juli 2013 wurde bekannt gegeben, dass das Spiel auf Steam Greenlight veröffentlicht werden würde.
2018 wurde der DLC Seal the Deal veröffentlicht, welcher eine neue Spielwelt, einen Herausforderungsmodus und sechs Bonuslevel hinzufügte. Außerdem wurde ein lokalen Koop-Modus implementiert, für welchen die neue Spielfigur Bow Kid eingeführt wurde. 2019 folgte der zweite DLC Nyakuza Metro + Online Party, welcher ein weiteres Kapitel in einer japanisch-inspirierten Untergrundstadt sowie einen Online-Multiplayer-Modus für bis zu 50 Spieler enthielt. Beide DLCs wurden Unterstützern der Crowdfunding-Kampagne kostenlos zur Verfügung gestellt.

## Rezeption

### Rezensionen
A Hat in Time erhielt von Kritikern überwiegend gute Bewertungen, und wurde wohlwollend mit Genregrößen verglichen. So erreichte die PC-Version des Spiels auf Metacritic eine aggregierte Wertung von 79 von 100.

„A Hat in Time nimmt mich mit auf eine Zeitreise [...] zurück zum puren und naiven Spielspaß eines Banjo Kazooie und Super Mario 64. Es ist eine wahre Freude, die kunterbunte und leicht verrückte Welt nach den verlorenen Sanduhren abzusuchen und die kreativen Aufgabenstellungen der skurrilen Bewohner zu meistern. Die beschwingte, immer gut gelaunte und sich dynamisch veränderte Musik tröstet allemal über die leicht angestaubt wirkenden 3D-Modelle hinweg. Und wenn man ehrlich ist, gehört dieser kantige »Look« ja auch irgendwie dazu.“

Chris Carter von der englischsprachigen Videospielwebsite Destructoid gab dem Spiel eine Wertung 8,5 von 10 und nannte es eine „beeindruckende Anstrengung mit ein paar spürbaren Problemen, die es zurückhalten“. Dominic Tarason von PC Gamer bewertete das Spiel mit 86 von 100 Punkten mit den Worten: „Abgesehen von einigen Kratzspuren ist A Hat in Time eine kreative, verspielte und polierte Hommage an ein Genre, das am PC nicht annähernd genug Liebe findet.“

### Auszeichnungen
Das Spiel wurde 2017 bei von Destructoid als „bestes Spiel“, von IGN als „bester Platformer“ und bei den National Academy of Video Game Trade Reviewers Awards in der Kategorie „Game, Original Family“ nominiert.

### Verkäufe
In den ersten zwei Wochen wurden über 50.000 Exemplare von A Hat in Time verkauft. Bis Juli 2018 konnten über eine halbe Millionen Kopien abgesetzt werden. Im Weihnachtsgeschäft 2018 wurde schließlich die Marke von einer Million Verkäufen überschritten.